# نظریه (منطق ریاضی)
در منطق ریاضی، یک نظریه (همچنین به آن نظریه صوری هم می گویند) مجموعه ای از احکام به زبان صوری است. اغلب دستگاه استنتاجی بر اساس بستر فهمیده می شود. یک عضو {\displaystyle \phi \in T} از یک نظریه {\displaystyle \mathrm {T} } را قضیه ی آن نظریه می گویند. در دستگاه های استنتاجی اغلب زیرمجموعه ای چون {\displaystyle \Sigma \subset T} وجود دارد که به آن "مجموعه اصول موضوعه ها" ی نظریه {\displaystyle \mathrm {T} } گفته و دستگاه استنتاجی را "دستگاه اصول موضوعه ای" گویند. به وضوح، هر اصول موضوعه نیز یک قضیه است. یک نظریه مرتبه اول، مجموعه ای از احکام مرتبه اول (قضیه ها) است که به طور بازگشتی از اعمال قواعد استنتاجی دستگاه بر روی مجموعه اصول موضوعه بدست آمده باشد.